# Tyranka (owady)

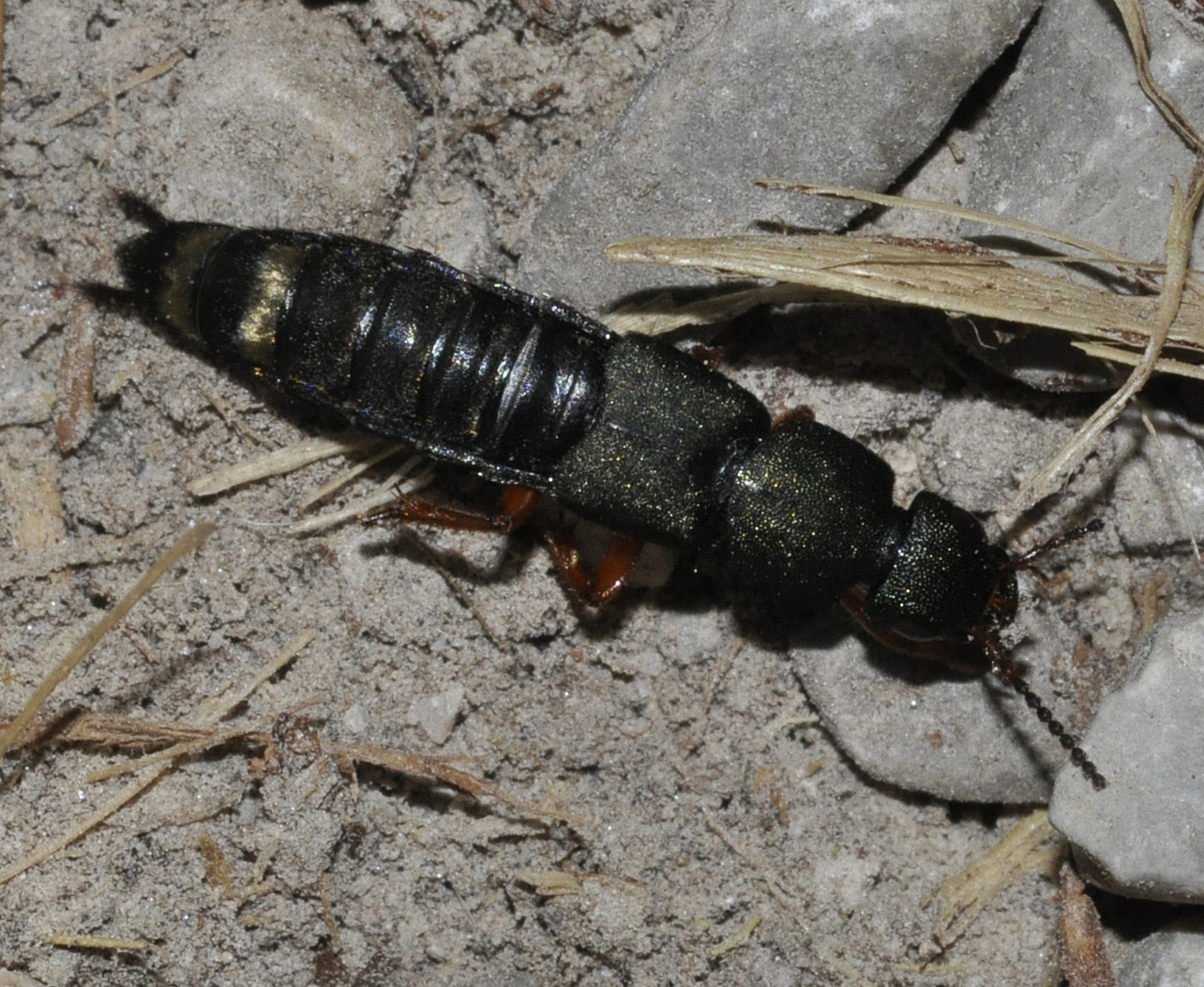
Tyranka szafirokrywka

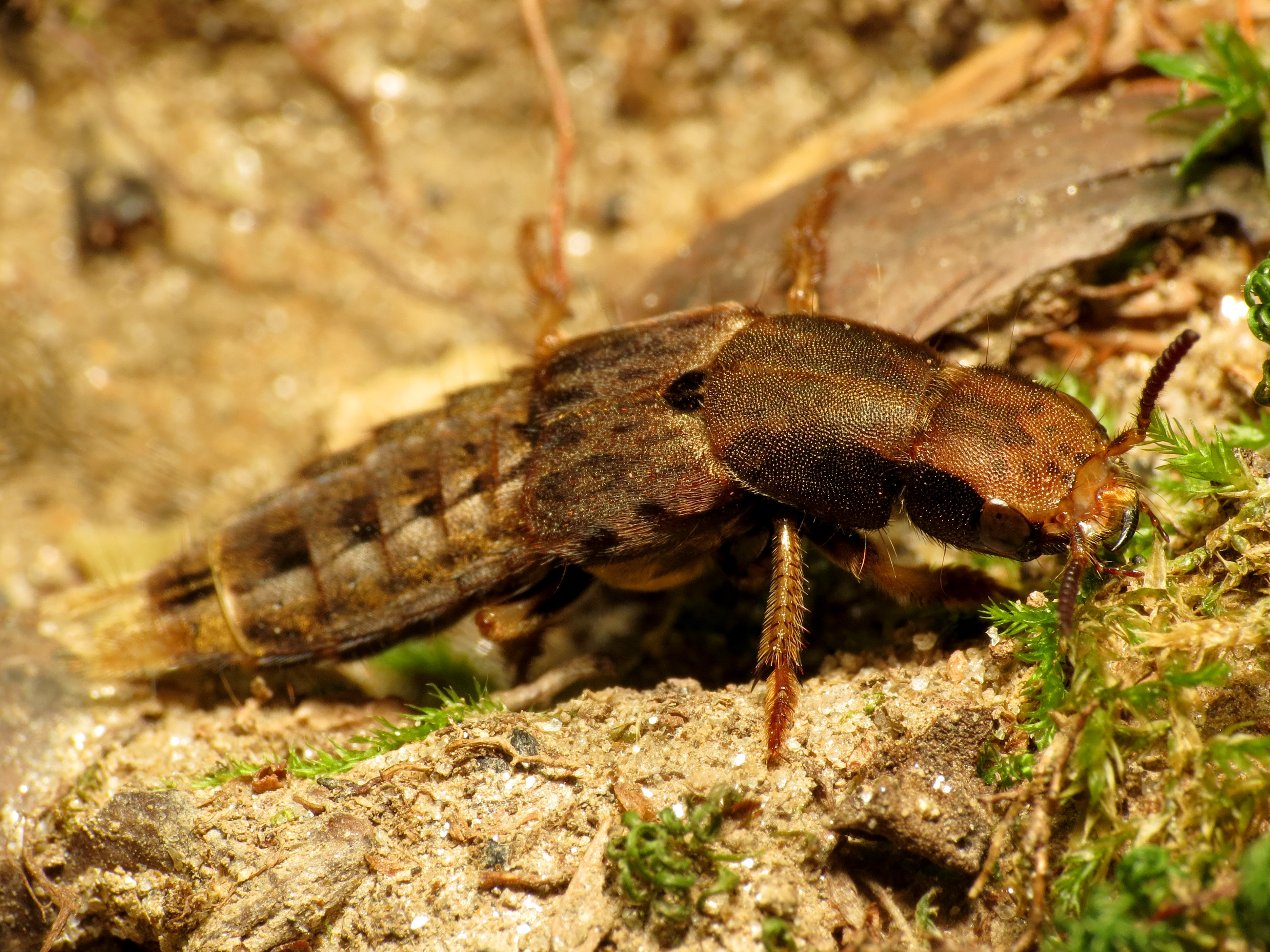
Platydracus maculosus

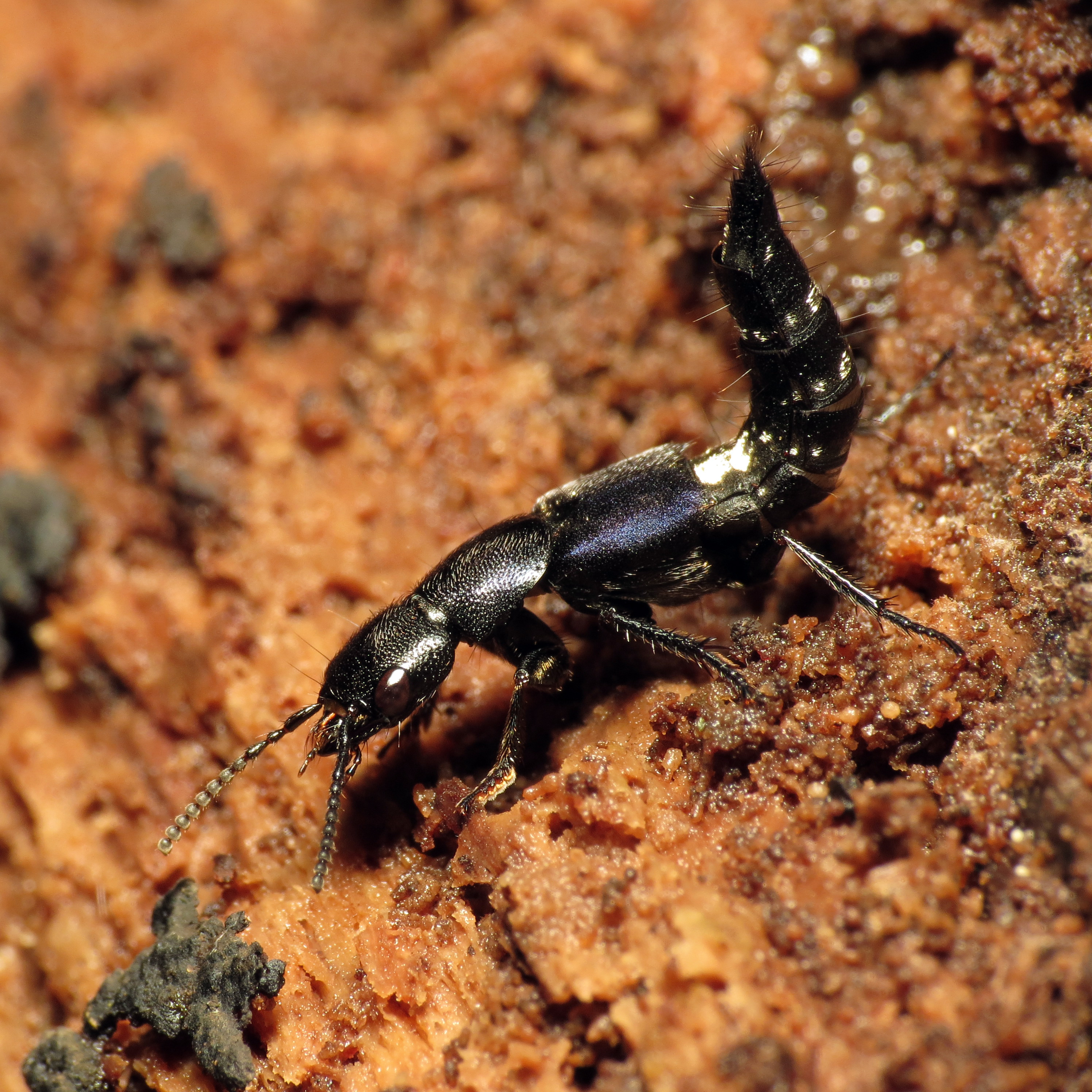
Platydracus violaceus

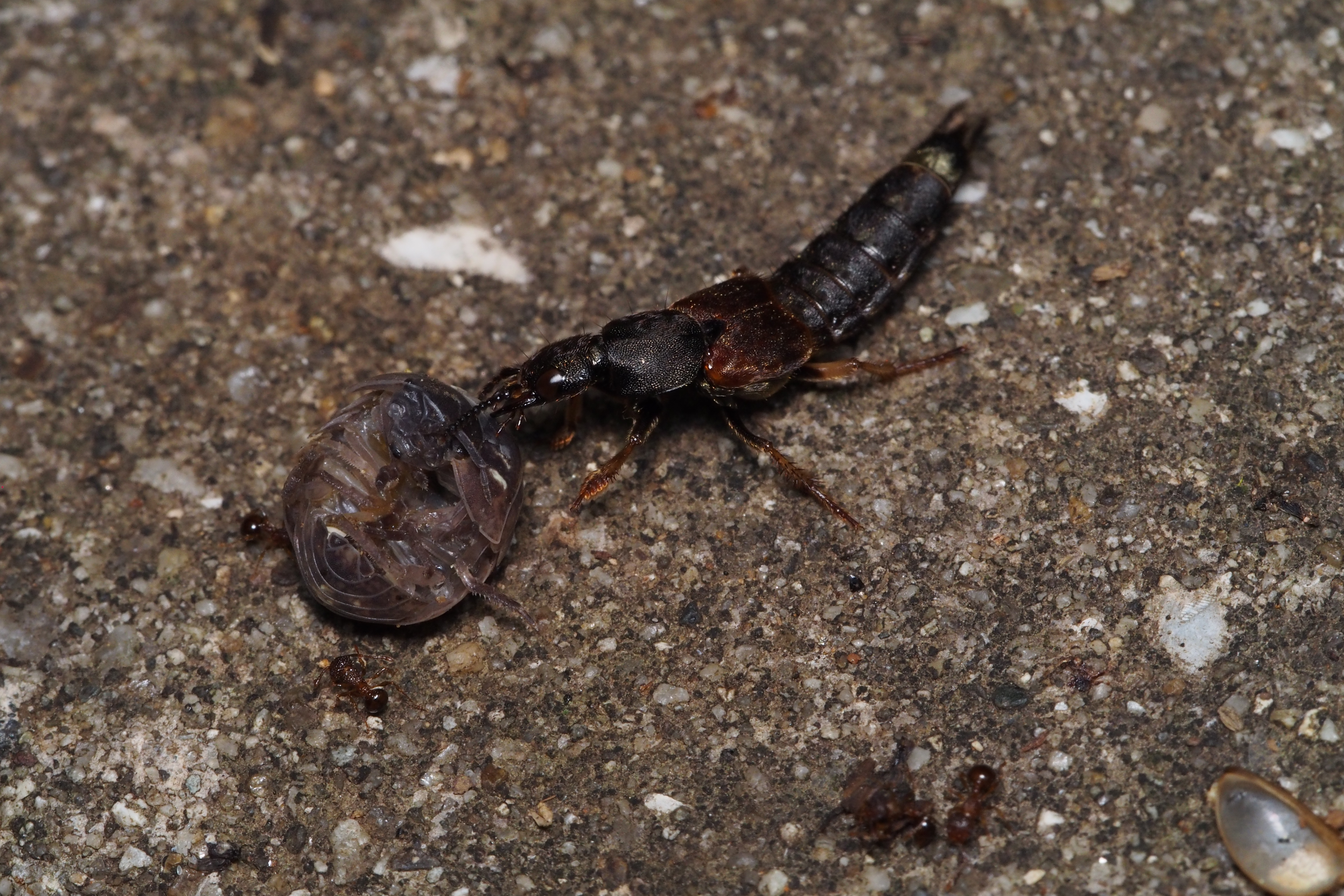
Platydracus brevicornis

Tyranka (Platydracus) – rodzaj chrząszczy z rodziny kusakowatych i podrodziny kusaków.
Takson ten został wprowadzony w 1858 roku przez Carla Gustafa Thomsona. Dawniej traktowany był jako podrodzaj w rodzaju Staphylinus.
Chrząszcze o wydłużonym ciele. Głowę mają w zarysie trapezowatą z rozszerzonym tyłem i wyraźnymi kątami tylnymi, gęsto i silnie punktowaną, zaopatrzoną w krótkie i krępe czułki oraz ustawione skośnie do jej podłużnej osi oczy. Aparat gębowy ma dwupłatową wskutek głębokiego wykrojenia wargę górną, krępe żuwaczki z podłużną bruzdą na nasadowym odcinku zewnętrznej krawędzi oraz głaszczki szczękowe o ostatnim członie dłuższym i węższym niż poprzedni. Przedtułów cechuje się dobrze zaznaczoną górną krawędzią epipleury przedplecza. Śródpiersie ma bardzo wąski wyrostek biodrowy. Odwłok ma tylny brzeg piątego tergitu z jasną, błoniastą obwódką. Przednia para odnóży ma u obu płci rozszerzone stopy, a środkowa i tylna uzbrojone w kolce golenie.
Kusaki te zasiedlają lasy i pola, gdzie występują w ściółce, pod kamieniami, w odchodach i gnijącej materii organicznej. Ich ofiarami padają larwy i poczwarki owadów, a także inne bezkręgowce, w tym ślimaki.
Przedstawiciele rodzaju występują w krainach: palearktycznej, nearktycznej, neotropikalnej, orientalnej i etiopskiej z Madagaskarem włącznie. W Polsce stwierdzono 4 gatunki (zobacz też: kusakowate Polski).
Do rodzaju należy ponad 180 opisanych gatunków:

- Platydracus acupunctipennis (Bernhauer, 1907)
- Platydracus aeneipennis (Cameron, 1930)
- Platydracus aeneoacreus (Cameron, 1930)
- Platydracus aeneoniger (Bernhauer, 1933)
- Platydracus allardi (Levasseur, 1967
- Platydracus amamiensis Ito, 1982
- Platydracus asemus (Kraatz, 1859)
- Platydracus associatus (Bernhauer, 1937)
- Platydracus aureofasciatus (Motschulsky, 1862)
- Platydracus aurichalceus (Cameron, 1941)
- Platydracus auroaeneus (Cameron, 1938)
- Platydracus auronotatus (Fauvel, 1895)
- Platydracus aurosericans (Fairmaire, 1891)
- Platydracus bakeri (Bernhauer, 1915)
- Platydracus basicornis (Fauvel, 1895)
- Platydracus becquarti (Bernhauer, 1938)
- Platydracus bengalensis (Bernhauer, 1914)
- Platydracus biguttatus (Bernhauer, 1937)
- Platydracus birmanus (Fauvel, 1895)
- Platydracus biseriatus (Sharp, 1884)
- Platydracus bocandei (Fagel, 1951)
- Platydracus bodongi (Bernhauer, 1906)
- Platydracus borneensis Rougemont, 2015[5]
- Platydracus brachycerus Smetana et Davies, 2000
- Platydracus bredoi (Fagel, 1950)
- †Platydracus breviantennatus Cai et al., 2014[6]
- Platydracus brevicornis (Motschulsky, 1862)
- Platydracus brevipennis Smetana and Davies, 2000
- Platydracus bruchi (Bernhauer, 1934)
- Platydracus bryanti (Cameron, 1918)
- Platydracus caliginosus (Erichson, 1839)
- Platydracus campestris Coiffait, 1977
- Platydracus cantharophagus (Fagel, 1950)
- Platydracus castaneus (Nordmann, 1837)
- Platydracus catalonicus Coiffait, 1967
- Platydracus centralis (Sharp, 1884)
- Platydracus chalcescens (Sharp, 1889)
- Platydracus chalcocephalus (Fabricius, 1801)
- Platydracus chapmani (Bernhauer, 1933)
- Platydracus chinensis (Bernhauer, 1914)
- Platydracus chrysotrichopterus (Scheerpeltz, 1933)
- Platydracus cinnamopterus (Gravenhorst, 1802)
- Platydracus circumcinctus (Bernhauer, 1914)
- Platydracus coeruleipennis Coiffait, 1983
- Platydracus collaris Coiffait, 1977
- Platydracus comes (LeConte, 1863)
- Platydracus consularis (Bernhauer, 1915)
- Platydracus contiguus (Cameron, 1938)
- Platydracus cordilleranus (Bernhauer, 1917)
- Platydracus curticornis (Fauvel, 1895)
- Platydracus darfourensis (Levasseur, 1967
- Platydracus dauricus (Mannerheim, 1830)
- Platydracus decipiens (Kraatz, 1859)
- Platydracus demissus (G. Müller, 1925)
- Platydracus dohertyi (Cameron, 1932)
- Platydracus donnyi Rougemont, 2015[5]
- Platydracus drescheri (Bernhauer, 1937)
- Platydracus dudgeoni (Cameron, 1932)
- Platydracus erichsoni (Boheman, 1848)
- Platydracus exulans (Erichson, 1839)
- Platydracus falcimaculatus (Bernhauer, 1937)
- Platydracus fauvelianus (Fagel, 1950)
- Platydracus femoratus (Fabricius, 1801)
- Platydracus fervidus (Sharp, 1884)
- Platydracus flavopilosus (Cameron, 1932)
- Platydracus flavopunctatus (Latreille, 1804)
- Platydracus formosae (Bernhauer, 1933)
- Platydracus fossator (Gravenhorst, 1802)
- Platydracus fulvipes (Scopoli, 1763) – tyranka szafirokrywka
- Platydracus fulvomaculatus (Nordmann, 1837)
- Platydracus fuscolineatus (Bernhauer, 1934)
- Platydracus gabiruensis (Bernhauer, 1934)
- Platydracus gemmatus (Fauvel, 1895)
- Platydracus girardi Levasseur, 1980
- Platydracus goryi (Laporte, 1835)
- Platydracus guineensis (Cameron, 1950)
- Platydracus hauserianus (Bernhauer, 1933)
- Platydracus hewitti (Bernhauer, 1914)
- Platydracus hypocrita (G. Müller, 1925)
- Platydracus immaculatus (Mannerheim, 1830)
- Platydracus imperatorius (Bernhauer, 1916)
- Platydracus impotens (Eppelsheim, 1889)
- Platydracus indicus (Kraatz, 1859)
- Platydracus inornatus (Sharp, 1874)
- Platydracus insolitus (Sharp, 1884)
- Platydracus insularis (Cameron, 1941)
- Platydracus javanus (Bernhauer, 1934)
- Platydracus jeanneli (Chapman, 1939)
- Platydracus kasyi (Scheerpeltz, 1962)
- Platydracus kiulungensis (Bernhauer, 1933)
- Platydracus kiushiuensis (Bernhauer, 1939)
- Platydracus lamottei Levasseur, 1967
- Platydracus lamtoensis Levasseur, 1967
- Platydracus latebricola (Gravenhorst, 1806) – tyranka kruszcowa
- Platydracus latecarinatus (Bernhauer, 1937)
- Platydracus lecordieri Levasseur, 1980
- Platydracus lefevrei (Bernhauer, 1936)
- Platydracus leleupi (Fagel, 1957)
- Platydracus lewisi (Cameron, 1932)
- Platydracus lomii (Cerruti, 1951)
- Platydracus maculipennis (Kraatz, 1859)
- Platydracus maculosus (Gravenhorst, 1802)
- Platydracus marmorellus (Fauvel, 1895)
- Platydracus mendicus (Sharp, 1884)
- Platydracus meridionalis (Rosenhauer, 1847)
- Platydracus mimeticus (Bernhauer, 1917)
- Platydracus mongendensis (Bernhauer, 1929)
- Platydracus montanus Coiffait, 1977
- Platydracus mortuorum (Bernhauer, 1912)
- Platydracus muellerianus (Scheerpeltz, 1933)
- Platydracus musonoiensis Levasseur, 1967
- Platydracus mysticus (Erichson, 1840)
- Platydracus nepalensis (Scheerpeltz, 1976)
- Platydracus nigripennis (Cameron, 1941)
- Platydracus nigriventris (Boheman, 1848)
- Platydracus notativentris (Fauvel, 1905)
- Platydracus oblongopunctatus Rougemont, 2015[5]
- Platydracus oculosus Smetana and Davies, 2000
- Platydracus opaciceps (Scheerpeltz, 1976)
- Platydracus pallidipes (Bernhauer, 1917)
- Platydracus panamensis (Bernhauer et Schubert, 1914)
- Platydracus patricius (Bernhauer, 1915)
- Platydracus perniger (Scheerpeltz, 1976)
- Platydracus perreaui Coiffait, 1984
- Platydracus peyrierasi Jarrige, 1972
- Platydracus phoenicurus (Nordmann, 1837)
- Platydracus philippinus (Cameron, 1941)
- Platydracus pinorum (Casey, 1915)
- Platydracus plebejus (Bernhauer, 1915)
- Platydracus praelongus (Mannerheim, 1830)
- Platydracus prasinivariegatus (Bernhauer, 1921)
- Platydracus pratti (Scheerpeltz, 1962)
- Platydracus preangeranus (Bernhauer, 1937)
- Platydracus procerus (Gahan, 1893)
- Platydracus pseudopaganus (Bernhauer, 1914)
- Platydracus purpurascens (Cameron, 1920)
- Platydracus purpureoaureus (Bernhauer, 1915)
- Platydracus reitterianus (Bernhauer, 1933)
- Platydracus riojanus Hozman, 1977
- Platydracus ruandae (Bernhauer, 1934)
- Platydracus rufulus Rougemont, 2015[5]
- Platydracus rutilicauda (Horn, 1879)
- Platydracus sachalinensis (Matsumura, 1911)
- Platydracus santacoffiensis Levasseur, 1968
- Platydracus semicyaneus (Bernhauer, 1915)
- Platydracus semipurpureus (Kraatz, 1859)
- Platydracus semiviolaceus (Cameron, 1932)
- Platydracus sepulchralis (Erichson, 1839)
- Platydracus sharpi (Fauvel, 1901)
- Platydracus sjostedti (Fauvel, 1903)
- Platydracus sladeae Rougemont, 2015[5]
- Platydracus sparsus (Cameron, 1932)
- Platydracus speculifrons (Bernhauer, 1939)
- Platydracus stercorarius (Olivier, 1795) – tyranka wrzosowiskowa
- Platydracus subaeneipennis (Scheerpeltz, 1976)
- Platydracus subaeneus (Roth, 1851)
- Platydracus subauronotatus Coiffait, 1977
- Platydracus subirideus (Kraatz, 1859)
- Platydracus submarmorellus (Schubert, 1908)
- Platydracus subtilicornis (Fagel, 1957)
- Platydracus subviridis (Bernhauer, 1933)
- Platydracus sumakowi (Bernhauer, 1911)
- Platydracus surdus (Fagel, 1957)
- Platydracus suspectus (Fauvel, 1904)
- Platydracus suspiciosus (Bernhauer, 1937)
- Platydracus tarsalis (Mannerheim, 1843)
- Platydracus temporalis (Casey, 1915)
- Platydracus tomentosus (Gravenhorst, 1802)
- Platydracus toumodiensis Levasseur, 1967
- Platydracus uheheanus (Bernhauer, 1937)
- Platydracus ussuriensis (Solsky, 1871)
- Platydracus vicarius (Sharp, 1889)
- Platydracus violaceovirens (Fauvel, 1905)
- Platydracus violaceus (Gravenhorst, 1802)
- Platydracus villanuevai Rougemont, 2015[5]
- Platydracus virgulatus (Fauvel, 1895)
- Platydracus viridanus (Horn, 1879)
- Platydracus wittei (Fagel, 1950)
- Platydracus wittmeri Coiffait, 1977
- Platydracus yolensis Cerruti, 1951
- Platydracus yunnanicus Smetana et Davies, 2000
- Platydracus zavattarii (Gridelli, 1939)
- Platydracus zonatus (Gravenhorst, 1802)